# Stan Maes
Constant M.J.G. (Stan) Maes (Elsene, 17 november 1947 − 15 oktober 2018) was een Belgisch hoogleraar gezondheidspsychologie aan onder andere de Rijksuniversiteit Leiden. Maes was een pionier op zijn vakgebied.

## Biografie
Maes studeerde psychologie en begon zijn wetenschappelijke loopbaan aan de Universiteit van Antwerpen. Hij begon daar bij de net opgerichte medische faculteit, waar hij de eerste psycholoog was. In die tijd was het vakgebied van de gezondheidspsychologie net in opkomst.
Maes promoveerde in 1976 aan de Rijksuniversiteit Gent op Quasi-algoritmen en onderwijs. Een proeve van hypthesevorming m.b.t. probleemidentificatie en probleemtransformatie in het onderwijs. Vanaf begin jaren 1980 werkte hij in Nederland als gezondheidspsycholoog en gaf onder andere gesprekstrainingen aan artsen waarover hij in 1983 een boek deed verschijnen. In 1984 werkte hij mee aan Effecten van de eigen bijdrage maatregel voor medicijnen. Samenvatting van een onderzoek. 
In 1987 werd Maes aangesteld als hoogleraar gezondheidspsychologie aan de Katholieke Universiteit Brabant. Hiermee was hij de eerste hoogleraar gezondheidspsychologie buiten de Verenigde Staten.

Vervolgens werd hij ook aangesteld aan de Rijksuniversiteit Leiden als gewoon hoogleraar gezondheidspsychologie; zijn inaugurele rede werd in 1991 uitgegeven. In 1994 werkte hij mee aan Gezonder werken bij Brabantia. Effecten van een totaal bedrijfsgezondheidsprogramma. Hij was in Leiden onder andere wetenschappelijk directeur van het Instituut Psychologie en faculteitsdecaan. In 2012 ging hij in Leiden met emeritaat en hield zijn afscheidsrede op 3 december van dat jaar onder de titel Gezondheidspsychologie, hoe gezond is de psychologie?
in 2012 publiceerde hij een werk over elf bijzondere personen uit de Lage Landen, zowel uit de Zuidelijke als de Noordelijke Nederlanden; het betrof onder andere Aletta Jacobs, Virginie Loveling en Alexine Tinne, maar ook Paul Otlet en de Antwerpse burgemeester Jan Van Rijswijck. In 2015 schreef hij een boek over de psychologie van leugenaars, zoals Anna Anderson (prinses Anastasia), Geert Jan Jansen en Bernard Madoff.
In 2016 bekleedde hij de wisselleerstoel 'Willy Calewaert' aan de Vrije Universiteit Brussel; dit mondde uit in een studie over de Verlichting die in 2017 werd gepubliceerd.

### Persoonlijk
Prof. dr. C.M.J.G. Maes overleed in 2018 op 70-jarige leeftijd. Hij was getrouwd met dr. Véronique De Gucht, universitair hoofddocente gezondheidspsychologie aan de Leidse universiteit.